# 菲爾登 (伊利諾伊州)
菲爾登（英語：Fieldon）是位於美國伊利諾伊州澤西縣的一個村落。

## 地理
菲爾登的座標為39°06′29″N 90°30′00″W / 39.10806°N 90.50000°W，而該地最高點為海拔高度211米（即692英尺）。

## 人口
根據2010年美國人口普查的數據，菲爾登的面積為0.52平方千米，當中陸地面積為0.52平方千米，而水域面積為0.00平方千米。當地共有人口239人，而人口密度為每平方千米459人。